# C11orf52
C11orf52 (англ. Chromosome 11 open reading frame 52) – білок, який кодується однойменним геном, розташованим у людей на короткому плечі 11-ї хромосоми. Довжина поліпептидного ланцюга білка становить 123 амінокислот, а молекулярна маса — 13 921.
| 10         |  | 20         |  | 30         |  | 40         |  | 50         |
| ---------- |  | ---------- |  | ---------- |  | ---------- |  | ---------- |
| MGNRVCCGGS |  | WSCPSTFQKK |  | KKTGSQTRRT |  | LKPQPQQLQQ |  | NLPKGHETTG |
| HTYERVLQQQ |  | GSQERSPGLM |  | SEDSNLHYAD |  | IQVCSRPHAR |  | EVKHVHLENA |
| TEYATLRFPQ |  | ATPRYDSKNG |  | TLV        |  |            |  |            |

A: Аланін

C: Цистеїн

D: Аспарагінова кислота

E: Глутамінова кислота

F: Фенілаланін

G: Гліцин

H: Гістидин

I: Ізолейцин

K: Лізин

L: Лейцин

M: Метіонін

N: Аспарагін

P: Пролін

Q: Глутамін

R: Аргінін

S: Серин

T: Треонін

V: Валін

W: Триптофан

Кодований геном білок за функцією належить до фосфопротеїнів. 